# KV6
KV6는 이집트 왕가의 계곡에 위치한 제20왕조 파라오 람세스 9세의 무덤이다.
발굴 조사를 통해 드러난 증거와 무덤 내부 장식의 질로 미뤄보아 람세스 9세 생전에 완성되지는 못했으며, 서거와 함께 서둘러 완성된 것으로 추정된다. 내부의 많은 방은 람세스 9세 사후에 파낸 것으로 여겨지고 있다.

## 상세
왕가의 계곡 중앙부에 자리잡고 있다. KV5와 KV55 입구 사이, 약간 위에 입구가 나 있으며 그 크기는 유난히 크다. 산비탈까지 105m 떨어진 지점에 위치해 있으며, 출입문과 얕은 내리막길로 시작해 복도 세 개가 연달아 이어진 구조다. 첫번째 복도에는 각 측면에 2개씩 총 4개 방이 나 있으나 그 중 어느 것도 장식이나 마감 공사가 이뤄지지는 않았다.
복도 끝에는 세 개의 방이 자리잡고 있다. 이들 중 첫번째 방에는 입 여는 의식 벽화가 그려져 있으며, 건설 기간이 더 많이 주어졌다면 이곳에 수직갱을 팠을 가능성이 있다. 두번째 방에는 네 개의 큰 기둥이 있지만 문자나 장식을 새겨넣는 작업이 완료되지 못한 모습이다. 이 방 맨 끝에는 매장실로 내려가는 경사로가 있으며 그곳에 파라오의 석관이 놓이는 자리가 있다. 바닥에는 석관을 두었을 직사각형 구덩이가 파여 있다. 천장은 천장은 아치형이며 누트 여신의 벽화로 화려하게 장식되어 있다. 측면에는 동굴의 서와 대지의 서의 한 장면이 벽화로 그려져 있다.
제일 안쪽 벽에는 수많은 신들에게 둘러싸인 람세스가 바크를 타고 있는 모습이 벽화로 그려져 있다. 이 방의 벽화에는 노란색, 진한 파란색, 검정색이 염료로 사용되어 시각적으로 눈에 띄며, 왕가의 계곡에서도 특이한 벽화 장식에 속한다. 원래 배치되어 있던 석관은 사라진 지 오래지만, 람세스 9세의 미라 자체는 1881년 데르 엘 바하리의 은닉처 (DB320)에서 발견되었다.
KV6는 고대부터 이미 외부에 노출된 상태였으며 로마인과 콥트인이 방문하여 벽에 남긴 낙서들이 아직도 남아 있다.

## 사진

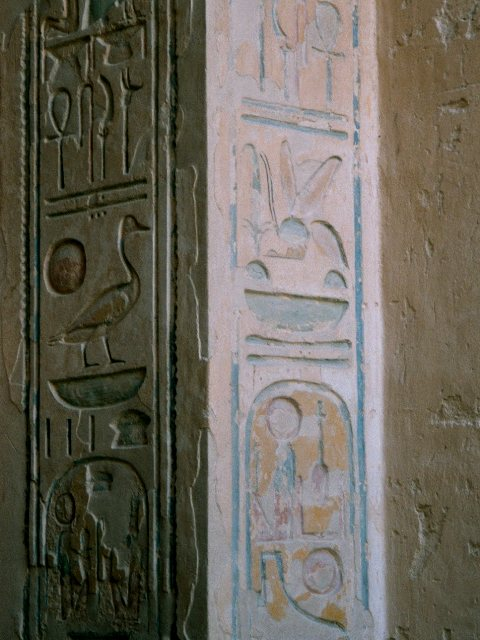
무덤 출입문 틀에 새겨진 람세스 9세의 이름
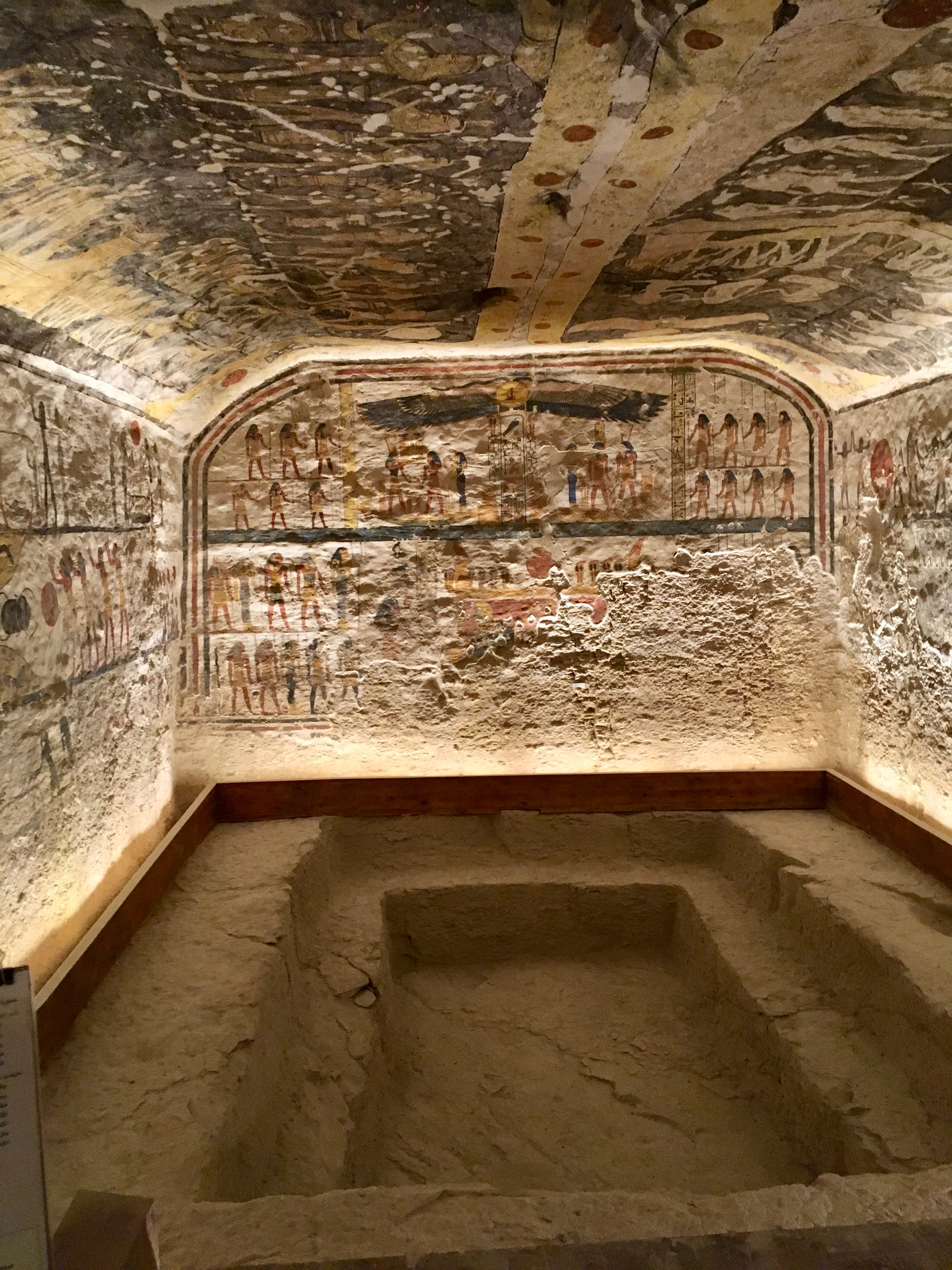
매장실
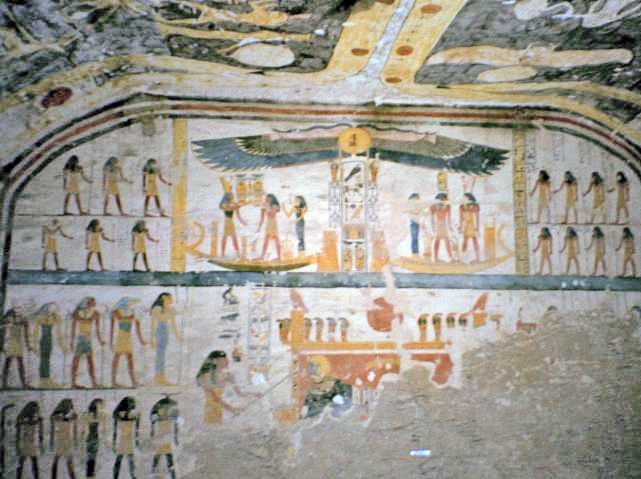
매장실 안쪽 벽화
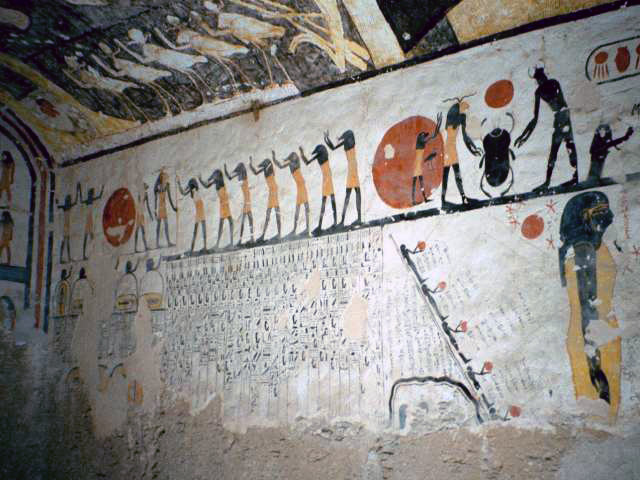
매장실 우측 벽화

## 같이 보기
- 람세스 9세의 무덤 조성 계획 도편